# الویی ملنبرخ
الویی ملنبرخ (انگلیسی: Éloi Meulenberg; ۲۲ سپتامبر ۱۹۱۲ – ۲۶ فوریهٔ ۱۹۸۹) دوچرخه‌سوار اهل بلژیک بود.
وی در مسابقات کشوری و بین‌المللی در مجموع برندهٔ ۱ مدال طلا شده‌است.